# Assemblea legislativa dello Yukon
L'Assemblea legislativa dello Yukon (in inglese: Legislative Assembly of Yukon, in francese: Assemblée législative du Yukon) è l'organo legislativo del territorio canadese dello Yukon. Essa si riunisce nello Yukon Legislative Building, situato nella capitale provinciale, Whitehorse, ed è composta da 19 membri eletti a maggioranza in altrettanti distretti elettorali. Il leader del partito di maggioranza è anche il Premier dello Yukon e dirige il governo noto come consiglio esecutivo.
I tre compiti principali dell'Assemblea legislativa sono l'emanazione di nuove leggi, l'approvazione del bilancio territoriale e la supervisione del governo.

## Storia
Dal 1900 al 1978 l'organo eletto nel territorio era il Consiglio territoriale dello Yukon, composto da dieci membri, che non agiva con ruoli di governo, ma era un organo indipendente e consultivo per il Commissario dello Yukon.
Dopo lo Yukon Elections Act del 1977, il Consiglio territoriale è stato sostituito dell'attuale Assemblea legislativa, eletta per la prima volta nel 1978.
L'Assemblea legislativa dello Yukon è l'unico organo legislativo nei territori del Canada ad essere organizzato per partiti. L’Assemblea del Nunavut e l’Assemblea legislativa dei Territori del Nord-Ovest, infatti, sono nominate dai rispettivi Commissari federali con un modello di governo apartitico e basato sul “consenso”.